# John Mitchell (rugbista)
John Eric Paul Mitchell (Hawera, 23 marzo 1964) è un ex rugbista a 15 e allenatore di rugby a 15 neozelandese, in carriera attivo nel ruolo di terza linea centro.
Già commissario tecnico degli All Blacks, ha rivestito lo stesso incarico nella nazionale maschile degli Stati Uniti e, dal 2023, in quella femminile dell'Inghilterra.

## Biografia

### Attività di giocatore
In virtù della propria altezza fu orientato, durante la sua carriera scolastica, alla pallacanestro, arrivando fino alle giovanili della Nazionale neozelandese di tale disciplina; terminata la scuola, tuttavia, si rivolse al rugby.
Mitchell entrò nella selezione provinciale di Waikato, per la quale esordì nel 1985 vincendo il campionato nazionale provinciale nel 1990, e continuò a rappresentarla fino al 1995; nel 1996 fu in Irlanda al Garryowen, e l'anno successivo in Inghilterra al Sale Sharks come giocatore-allenatore.

### Attività di allenatore
Terminata l'attività agonistica nel 1997, continuò per un'ulteriore stagione a guidare il Sale; nel frattempo aveva risposto all'invito di Clive Woodward a entrare nello staff tecnico della Nazionale inglese, nel quale rimase per tre anni, prima di tornare in Nuova Zelanda nel 2000 per assumere la guida tecnica della seconda squadra di Waikato.
Nel 2001 giunse l'opportunità di allenare nel Super 12 nella franchise degli Chiefs; nell'ottobre di tale anno, tale esperienza gli aprì le porte alla conduzione degli All Blacks, la cui maglia aveva vestito da giocatore nel 1993 in sei occasioni, anche se non si trattò mai di test match.
La conduzione tecnica di Mitchell fu molto controversa; in particolare fu discussa la sua decisione di lasciare fuori giocatori di spessore, come per esempio Christian Cullen, dapprima sostituito con Ben Blair, poi, all'infortunio di quest'ultimo, con Ben Atiga, fatto esordire nella Coppa del Mondo di rugby 2003 per cinque minuti e poi mai più utilizzato; dopo il terzo posto finale nella competizione il suo incarico non fu rinnovato e il suo posto fu preso da Graham Henry.
Nella stagione successiva fu di nuovo a Waikato, per poi lasciarla nel 2005 e assumere la guida tecnica della neoistituita formazione del Western Force, franchise australiana che si affacciava al Super Rugby per la prima volta nel 2006.
Anche la direzione di tale franchise portò a controversie, con un ammutinamento a fine 2008 dei giocatori, il che rese necessaria l'intermediazione della dirigenza, che fu costretta a commissariare Mitchell e a fargli avere rapporti con la squadra solo tramite i suoi vice, anche se tale restrizione fu tolta dopo poco meno di un mese e Mitchell poté guidare il club fino a tutto il Super 14 2010.
Al termine di tale torneo, infatti, Mitchell chiese la risoluzione del contratto con un anno di anticipo per trasferirsi in Sudafrica alla franchise dei Lions; da allenatore della squadra provinciale, i Golden Lions, vinse la Currie Cup che mancava dal 1999 nella bacheca di tale club; tuttavia nel 2012, dopo alcune lamentele dei giocatori dei Lions e il piazzamento all'ultimo posto della conference sudafricana del Super Rugby con conseguente esclusione dal torneo della franchise, Mitchell fu rimosso dall'incarico di tecnico e sottoposto a un'indagine disciplinare per comportamento scorretto, dalla quale tuttavia non emersero fatti a suo carico; avendo chiesto invano di riavere il suo posto di allenatore mentre, nel frattempo, era stato promosso a consulente tecnico del club, non rimase in tale nuovo ruolo per molto tempo: a fine novembre fu svincolato dai Lions per diventare l'allenatore del Sale Sharks; tuttavia anche tale incarico durò poco, perché dopo solo un mese chiese di poter essere lasciato libero di tornare in Sudafrica per motivi familiari.

## Palmarès

### Giocatore
- National Provincial Championship: 1
Waikato: 1992

### Allenatore
- Currie Cup: 1
Golden Lions: 2011